# Malmömilen
Malmömilen var en löptävling som arrangerades i Malmö i juni av Malmö Löparförening tillsammans med IS Event, en bifirma till i-Strategi AB. 
Det första Malmömilen ägde rum lördagen 18 juni 2011. Loppet gick lördagen före midsommar varje år. Starten gick vid Malmö IP klockan 15.00. Man sprang genom centrala Malmö och runt Turning Torso. Första året var det fler än 3000 anmälda löpare och 2013 var det 7000 anmälda löpare, medan åskådarantalet var betydligt större. 
Enligt deras officiella webbplats arrangerades det sista loppet lördagen 13 juni 2015. Det angavs ett antal olika anledningar till nerläggningen, bland annat att det har varit svårt att klara ekonomin. 